# Pramiracetam
Pramiracetam je nootropni dijetarni suplement izveden iz piracetama. On je potentniji. Pramiracetam pripada racetamskoj familiji nootropika. Neka od trgovačkih imena su: Remen (Parke-Davis), Neupramir (Lusofarmaco) ili Pramistar (Firma).

## Istorija
Pramiracetam je razvila kompanija Parke-Davis tokom kasnih 1970-tih. Prvi patenti za ovaj lek su se pojavili 1978. (Belgija) i 1979. (SAD), uporedo sa prvim izveštajima o nootropinim karakteristikama.

## Spoljašnje veze
- Poboljšanje kognitivne spoznaje
- Pramiracetam

|  | Molimo Vas, obratite pažnju na važno upozorenje u vezi sa temama iz oblasti medicine (zdravlja). |